# Ehrenplätze bei der Hochzeit

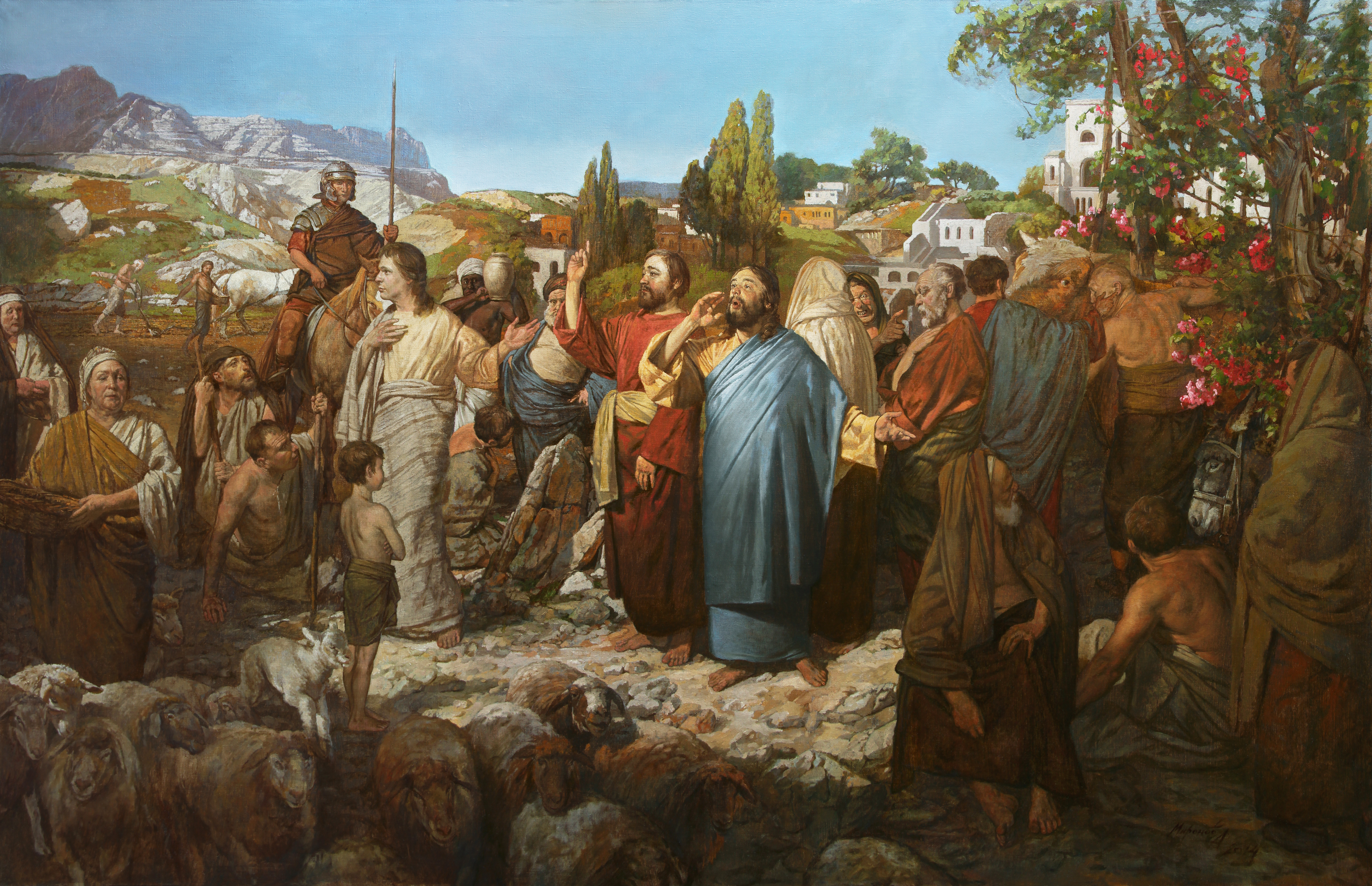
Von den Ehrenplätzen bei der Hochzeit, Ölgemälde von Andrej Mironow, 2014

Das von Jesus von Nazaret erzählte Gleichnis Von den Ehrenplätzen bei der Hochzeit hat die Erhöhung der Erniedrigten zum Thema. Es wird in den Evangelien im Neuen Testament der Bibel einzig durch das Evangelium nach Lukas (Lk 14,7–14 ) überliefert und gehört somit zum Lukanischen Sondergut.

## Inhalt
Das Gleichnis ist eingebettet in die Erzählung der Heilung eines Wassersüchtigen, die sich am Sabbat bei einem Mahl im Haus eines Obersten der Pharisäer zuträgt. Nach dessen Heilung wendet sich Jesus an die anwesenden Gäste und erzählt ihnen das Gleichnis von den Ehrenplätzen bei der Hochzeit. Darin vertritt er die Ansicht, dass man sich als Hochzeitsgast nicht auf die obersten Plätze setzen solle. Denn komme dann ein vornehmerer Gast, so müsse man diesem mit Scham weichen. Setze man sich dagegen ganz nach unten, so käme der Gastgeber eventuell und weise einem vor allen Gästen einen höheren Platz zu. Dem schließt sich der Ausspruch an: „Denn wer sich selbst erhöht, der soll erniedrigt werden; und wer sich selbst erniedrigt, der soll erhöht werden.“
Danach wendet sich Jesus an den Gastgeber, den Obersten der Pharisäer. Ihm sagt er, dass er nicht seine Freunde oder reichen Nachbarn zu einem Mittags- oder Abendmahl einladen solle, weil diese sich ebenso revanchieren würden, sondern die Armen, Krüppel, Lahmen und Blinden. Denn Letztere könnten sich nicht mit einer Gegeneinladung erkenntlich zeigen. Seine gute Tat werde ihm aber bei der Auferstehung der Gerechten vergolten werden.
Wie im Magnificat hat dieses lukanische Gleichnis die Erhöhung der Erniedrigten zum Thema. Das Gleichnis weist durch die Einladung an die Armen, Krüppel, Lahmen und Blinden Parallelen zum Gleichnis vom großen Abendmahl auf.